# Aloysius Paul D’Souza
Aloysius Paul D’Souza (ur. 21 czerwca 1941 w Agrar) – indyjski duchowny rzymskokatolicki, w latach 1996–2018 biskup Mangalore. Wyświęcony na biskupa pomocniczego Mangalore ze stolicą tytularną Dura. Ordynariuszem diecezji został pół roku później - 8 listopada 1996 roku.